# ハナヤエムグラ
ハナヤエムグラ（花八重葎、学名：Sherardia arvensis）はアカネ科の植物の一種。原産地はヨーロッパ、北アフリカ、南西アジアで、日本にも帰化植物として見られる。ハナヤエムグラ属の唯一の種である。ヤエムグラ属と近縁。1年草で高さ30-40 cmまで成長する。葉には毛が生えており、長さ5-10 mmで6枚輪生する。花は薄い紫色かピンク色で直径約3mmである。

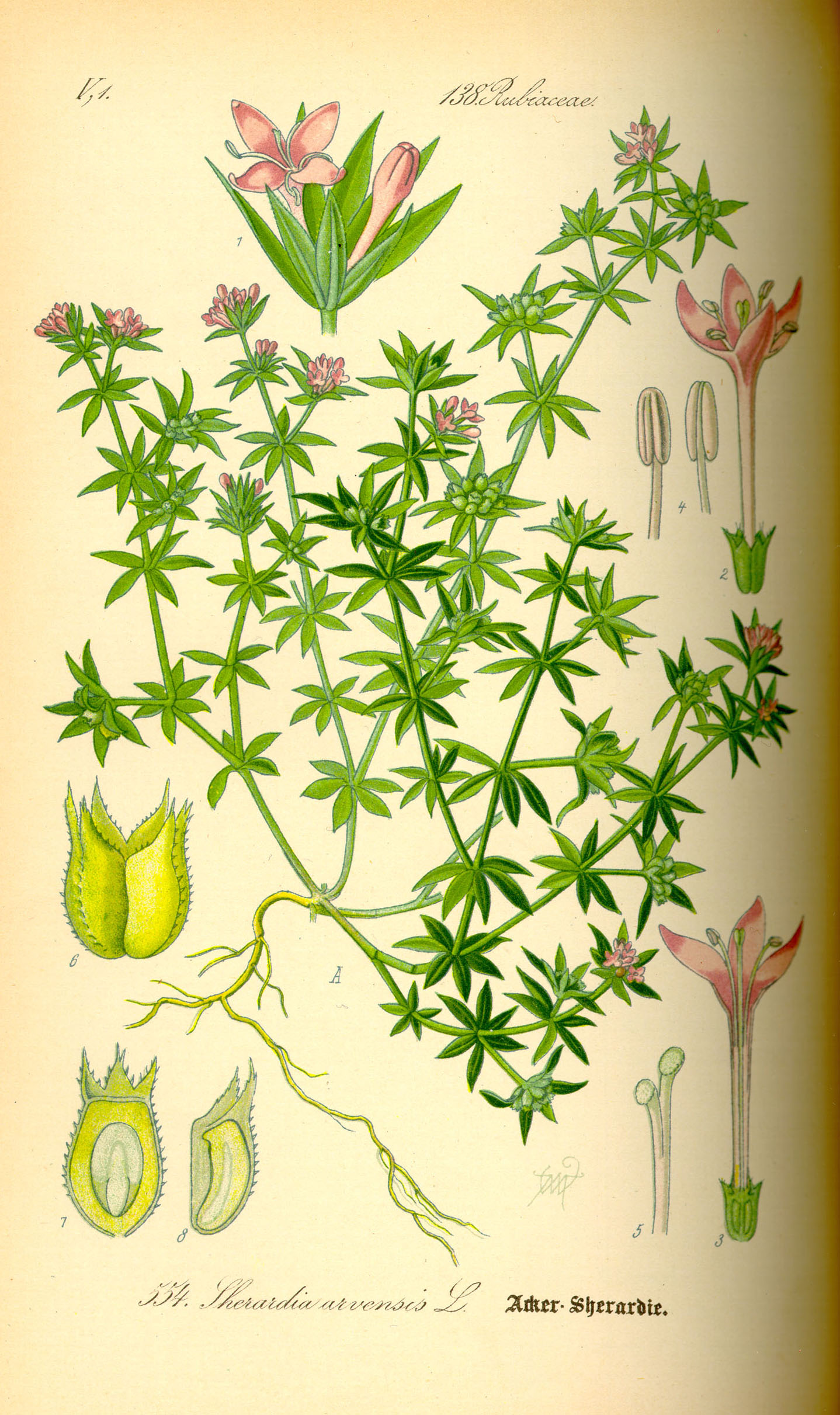
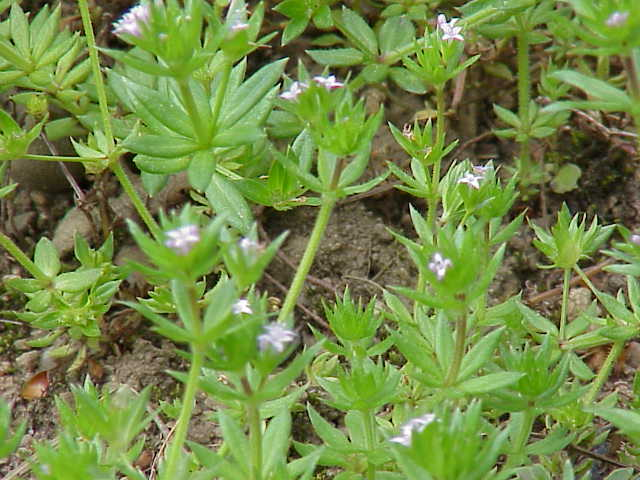
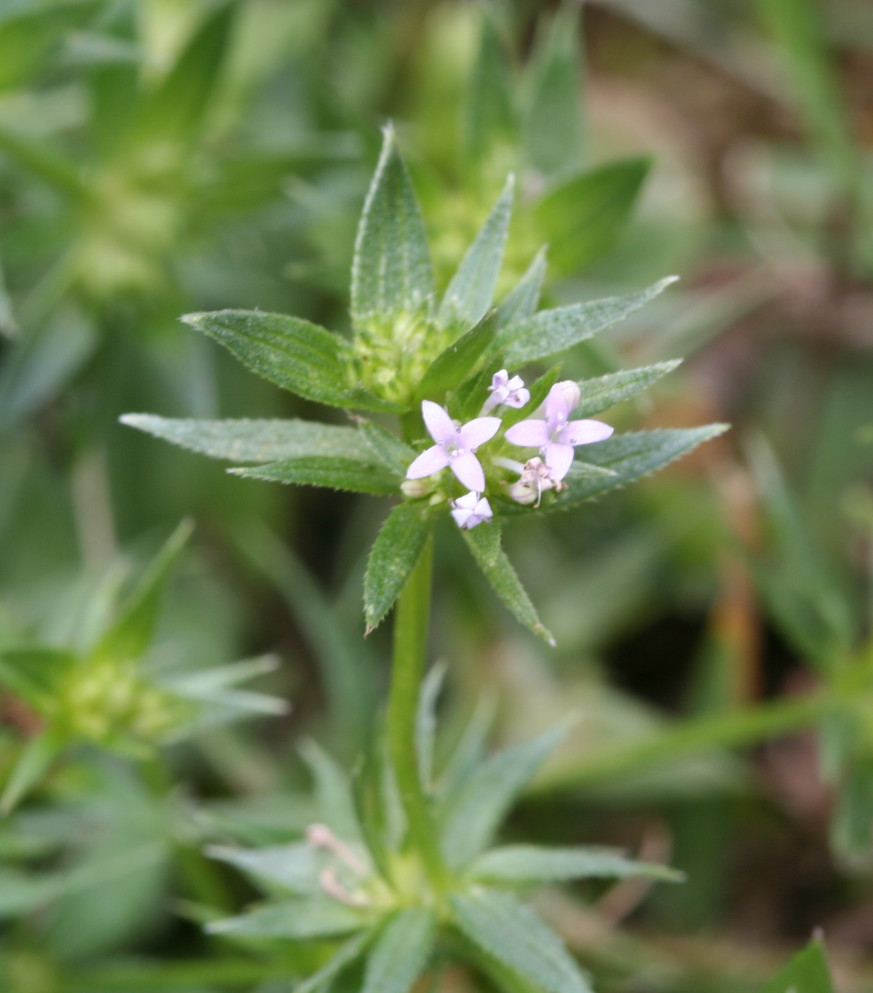